# ستيفن مولهيرن
ولد ستيفن مولهيرن وفي 4 أبريل - من عام 1977 من الميلاد في المملكة المتحدة وقد عمل ستيفن مولهيرن مقدما في التليفزيون البريطانى وقد بدأ عرضه في الاستديو على CITV في شهر مايو - عام 1998 م وقد صار مقدما فيها إلى عام أغسطس 2002 م وقد قدم ستيفن مولهيرن عددا كبيرا من العروض منها لايف SMTV، هولى والمواجهة وستيفن السبت، الخدع المتلفزة وقد نجح في تحقيق جماهيرية كبيرة، حيث أصبح من أفضل مقدمى برامج الأطفال في بريطانياالمقالات المختارة

## النشأة
ستيفن مالهيرن هو الثالث من بين أربعة أطفال من مورين (ريد نيي) وكريستوفر مالهيرن. لديه اثنين من الأخوة الكبار واخته الصغرى.

## جوائز ستيفن مولهيرن
رُشِّح للفوز بجائزة الأكاديمية البريطانية لفنون الفيلم والتلفزيون «بافتا»، كأفضل مقدم برامج أطفال لتقديمه برنامج (برنيال كيتشرز) ويقول: «لم أقدّم من قبل برامج عن الحيوانات، ولم أمسك ذات يوم حتى بأى عنكبوت»، ويضيف: «كانت الثعابين مصدر رعب حقيقي بالنسبة لي».

## السحر
حضر مالهيرن مدرسة القديس بونافنتورا الشامل الكاثوليكية في فوريست جيت في نيوهام؛ بدأ الاهتمام بالتسلية من سن مبكر جدا، وأصبح مهتما بالكوميديا والسحر من والده، الذي يعلمه خدعة قبل النوم عندما كان عمره 13 سنة. كان عضوا في الدائرة السحرية صمم برنامج تلفزيون الخدعة (تريكى تى في) وشملت عرض الخدعة السريعة.

## روابط خارجية
- ستيفن مولهيرن على موقع IMDb (الإنجليزية)
- ستيفن مولهيرن على موقع قاعدة بيانات الفيلم (الإنجليزية)